# Preferánsz

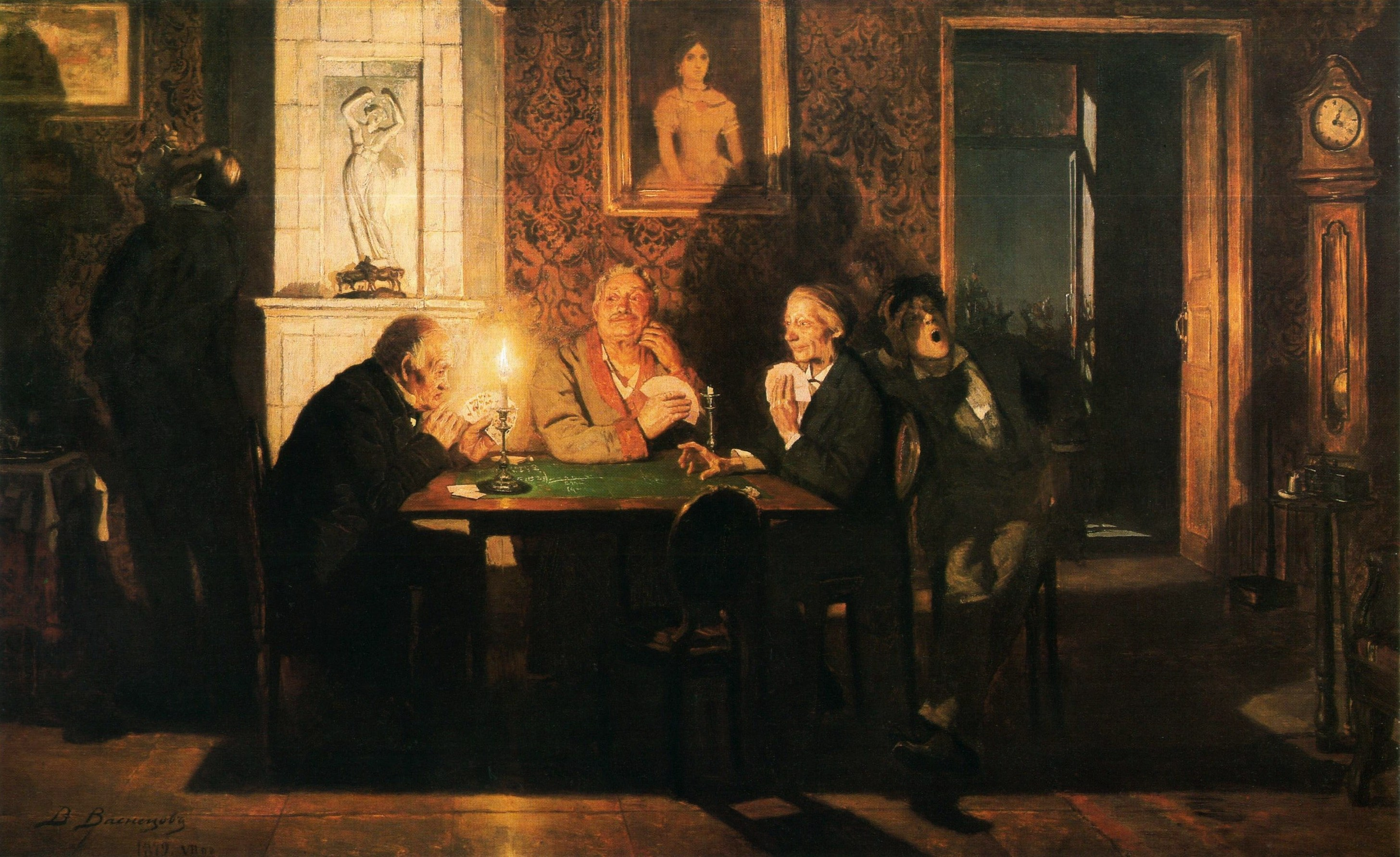
Preferánsz (Vasznyecov, 1879)

A preferánsz egy kártyajáték, amit magyar kártyával 3 vagy francia kártyával 3-4 ember tud játszani.
A játék leginkább Oroszországban, illetve a Szovjetunió volt tagállamaiban népszerű. Az alább ismertetett szabályokkal Magyarországon játsszák, más országokban (pl. Oroszországban vagy a volt Jugoszláviában) más szabályok használatosak.

## A játék menete
A játékosok megegyeznek, hogy hány pontos lesz a játék, ez a kezdőpont papírra írás esetén: 20, 40, 60 a rendelkezésre álló idő/kedv szerint, de lehet 80, 100 vagy több is.
A lapok értékrendje: ász, király, felső, alsó, 10, 9, 8, 7. Az osztó 5-5 lapot oszt ki, majd két lapot a talonba helyez. Végül ismét 5-5 lapot oszt a játékosoknak.
Ezután a licitálás következik. A licitálás versengés, amellyel a játékos a játék vállalásának jogát megszerzi. A licitálást az osztótól jobbra ülő játékos kezdi és jobb felé folytatódik.
A licitálásnál következő lehetőségek vannak:
1. Színek: sima játékban a színek ilyen erősségi sorrendben érvényesülnek: zöld, makk, tök, piros.
2. Figurák: betli, szanadu (kevésbé elterjedt és kedvelt: mizer és volát).

Az előbb ülő az utána elhangzó magasabb értékű színt vagy figurát tartani jogosult, kivéve a zöldet. Ennél nagyobb értékű figurát bemondhat, kisebbet azonban nem. Ha valaki egyszer passzolt, többé nem jogosult licitálni. Licitálhatunk kézből való játékra is, ilyenkor a játékos talon nélkül vállalja a játékot, "játék" bemondással. A következő licitáló is mondhat "játék"-ot, de minimum a második legkisebb játékra kell gondolnia és így tovább. Játékot mindenki csak a saját legelső licitjeként mondhat. Ha többen mondtak játékot, a bemondás sorrendjében megnevezik annak színét, vagy passzolnak, majd a legerősebb licit nyer. Ha egy mondás után nem marad licitálásra jogosult, a játékos (ha nem kézből játszik) felveszi a talont, majd megmutatja, melyik két lapot helyezi vissza talonba. A talont lefordítja. Megnevezi a színt vagy figurát, amit játszani fog. A licitjénél nagyobbat mondhat, de kisebbet semmiképp. A másik két játékos nyilatkozik, hogy elmegy a játékra, vagy sem.
Ha mindhárman passzolnak, akkor réfát írnak, ami minden játékos következő játékának pontértékét megduplázza. A réfák száma megegyezésen alapul, de abban az esetben, ha valaki "kalap alá ment", azaz mínuszba ért, már nem írnak többet (50-nél 1, maximum kettő, 100-nál 2, maximum 3 réfa az általános).
A réfát hívják még reckának is, ekkor a kezdőpont/20, de maximum 3 a reckák száma.
A játékot kétféleképp lehet játszani: kasszára és pénz beleadása nélkül.
A játékban vállalható színek és figurák értéke a következő:
A színek értékrendje: zöld: 2, tök: 3, piros: 4, makk: 5 pont.
A figurák értéke: betli: 6, szanadu: 7 (mizer: 8, volát: 9) pont.
A kézből való vállalás ("játék") plusz két pontot jelent.
Színre színt kell tenni, ha nincs, akkor adut, ha az sincs, bármit. A felülütés nem kötelező. Természetesen azokban a játékokban, ahol nincs adu (betli, szanadu), színre színt kell tenni, ha nincs, akkor bármit.
Színjátékban a játékot vállalónak legalább hat ütést kell hazavinnie. Minden játékosoknak, aki elment a játékra, fejenként legalább két ütést kell hazavinnie, ha ez nem történik meg, akkor a játék értékét bukta. Abban az esetben, ha a bejelentett figurára vagy színre az egyik játékos nem megy el, a másik viszont igen, akkor annak lehetősége van meghívni a másikat, ellenben a meghívónak kötelezően meg kell fognia 4 ütést, különben elbukott, viszont minden ütést a meghívó ír.
Ha betlit játszik, egyet sem szabad ütnie.
Ha szanadut játszik, akkor nincs adu. Szanaduban nem a játékot vállaló kezd, hanem az előtte ülő, játékra elment játékos.
Ha mizert, akkor csak egyet szabad ütni. 
Ha volátot, akkor valamennyi ütést haza kell vinnie.
Ha a vállalt játékot elbukta, akkor a játék elején megállapított kezdőponthoz (általában 50 vagy 100) hozzáírja a vállalt játék pontértékét. Levesnek 60 pontot írnak sima, 70-et kézből betli bukásakor. Azok a játékosok, akik elmentek a játékra, a fogott ütések számával megszorozzák a játék értékét, majd levesként a játékot vállalt játékosra írják. Az ellenfelek játéka arra irányul, hogy a játékot vállaló bemondásának sikerét közös erővel megakadályozza és/vagy minél több levest írjanak.
Ebben a játékban is lehet kontrázni, rekontrázni, szubkontrázni, partykontrázni (mindig a játék eredeti pontértékét adjuk hozzá, és nem a kétszeresét).
Ha pénz nélkül játszunk, akkor a játék akkor ér véget, ha az eredetileg megállapított pontok összege egyenlő a nullával. Ha ennek a közelében járunk: mondjuk 2-be megy a játék, és valamelyik játékos ennél magasabb pontértékű játékot vállalt, akkor az úgy számolódik minden tekintetben, mintha a pontértéke 2 lett volna.
A játék végén a játékosok úgy számolják ki, ki hány pontot nyert, hogy míg az egyik játékosra írt levesek számára rossz pontot jelentenek, addig azok a levesek, amiket ő írt a többi játékosra, jó pontot jelentenek. A középen szereplő pont, ha pozitív, akkor rossz pont, ha negatív, jó pont. Ezt a pontértéket megszorozzuk tízzel, majd a leveseket hozzáadjuk, illetve levonjuk belőle. Az így kialakult három szám összege a nullával kell, hogy megegyezzen, különben valaki elszámolt.
Ha a játékosok pénzben játszanak, akkor kétféle út van. Vagy, hogy ezt a végkifejletet az eredetileg megbeszélt alapegységgel megszorozzák, és így fizetik ki egymásnak, vagy a játékosok a játék elején befizetik a kasszába az alapdíjat. A nyerő játékos nullázza a kasszát, majd következő körben ismét mindenki egyenlő arányban befizeti az alaptétet. Ellenben, ha a játékos elbukja a játékot, akkor a játék pontértékének és az alaptétnek a szorzatát befizeti a kasszába. Tehát nem a nyertes játékosnak fizet, hanem a kasszát gyarapítja.

## Külső hivatkozások
- A preferánsz kártyajáték